# Buick LaCrosse
Der Buick LaCrosse ist eine unter der amerikanischen Automobilmarke Buick von 2004 bis 2019 in Nordamerika verkaufte viertürige Limousine mit Frontantrieb. Sie ersetzte die vorherigen Buick-Modelle Century und Regal. In China wird das Modell unter der chinesischen Marke Buick weiterhin angeboten.
In Kanada wurde das Modell in der ersten Generation unter dem Namen Buick Allure angeboten. Für den kanadischen Markt war laut der US-amerikanischen Autozeitschrift Car & Driver eine Umbenennung unumgänglich, nachdem man entdeckte, dass der Begriff LaCrosse im Dialekt von Québec „Masturbation“ bedeutet. Mit dem Modellwechsel zur zweiten Generation wurde das Modell jedoch auch in Kanada als Buick LaCrosse verkauft. GM begründete dies damit, dass in Quebec der Begriff Lacrosse auch im Bezug auf die gleichnamige Sportart akzeptiert sei und das Modell unter einheitlichem Namen besser vermarktet werden könne.

## LaCrosse (2004–2008)
Die erste Generation des LaCrosse wurde im Frühjahr 2004 als LaCrosse 2005 vorgestellt.
Das Modell ersetzte die beiden Buick-Typen Century und Regal. Der LaCrosse ist ein Fronttriebler, der ausschließlich mit Automatikgetriebe erhältlich war. Viele Fahrer des Buick Regal zeigten sich zunächst enttäuscht, dass viele der Ausstattungsmerkmale des Regal im LaCrosse nicht verfügbar waren. Nach und nach wurden von Buick jedoch bis auf die einklappbaren Außenspiegel alle Sonderausstattungen des Regal auch am LaCrosse eingeführt.
Das Modell LaCrosse 2008 wurde im Sommer 2007 vorgestellt – es handelt sich hierbei um ein Facelift mit bulligerem Chrom-Kühlergrill („Wasserfallgrill“). Im selben Jahr wurde auch der LaCrosse Super eingeführt. Dieser wurde als Hochleistungs-Variante positioniert und verfügt über einen 5,3-l-Smallblock-V8 mit 224 kW.
Der letzte LaCrosse der ersten Generation verließ am 23. Dezember 2008 das Montageband im Buick-Werk in Oshawa, Kanada.

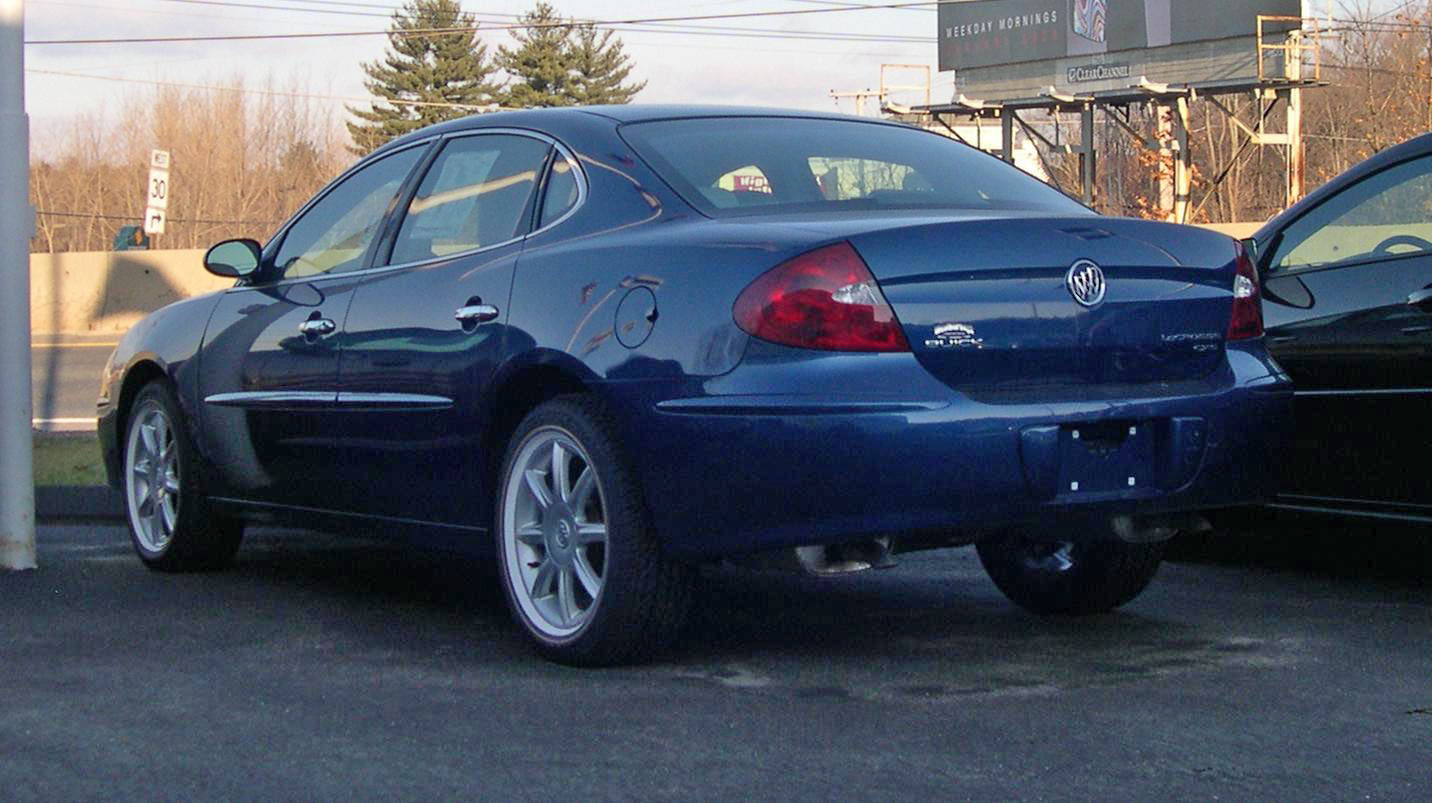
Heckansicht
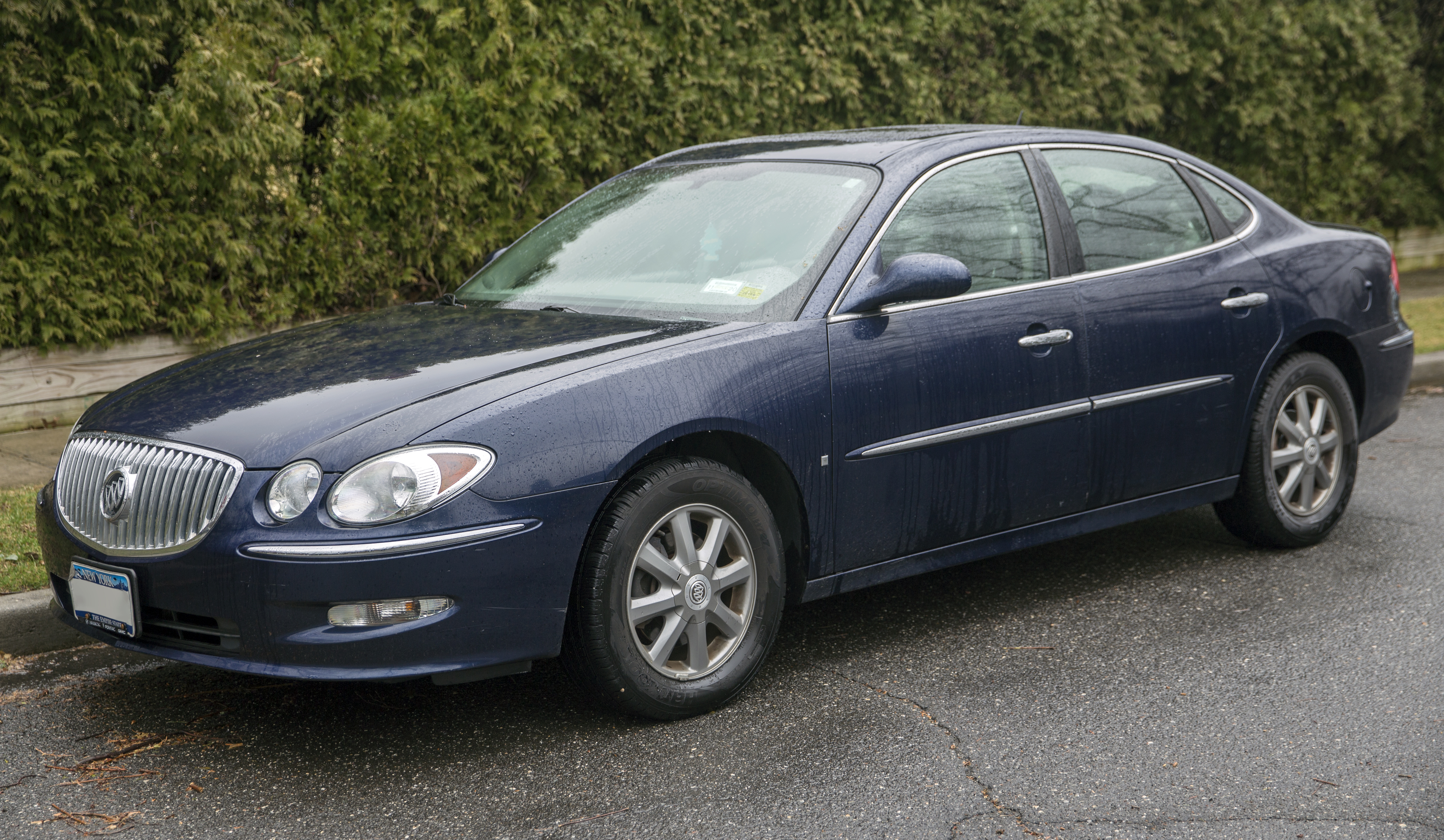
Buick LaCrosse (2007–2008)

### Motoren
| Hubraum | Motorbauart | max. Leistung       | max. Drehmoment     | Antrieb          | Modelljahre |
| ------- | ----------- | ------------------- | ------------------- | ---------------- | ----------- |
| 3,8 l   | V6          | 149 kW bei 5200/min | 312 Nm bei 4000/min | Vorderradantrieb | 2005–2009   |
| 3,6 l   | V6          | 179 kW bei 6000/min | 305 Nm bei 2000/min | Vorderradantrieb | 2005–2008   |
| 5,3 l   | V8          | 224 kW bei 5600/min | 438 Nm bei 4000/min | Vorderradantrieb | 2008–2009   |

## LaCrosse (2009–2016)
Die zweite Generation des LaCrosse wurde im Januar 2009 (als Fahrzeug des Modelljahrgangs 2010) auf der North American International Auto Show in Detroit vorgestellt. Sie ist stark an das Konzept des Buick Invicta angelehnt und basiert auf der General-Motors-Konzernplattform Epsilon II, die auch die Basis für den Opel Insignia bildet. Der neue LaCrosse trat dem Unternehmen zufolge in Konkurrenz zu dem in den USA sehr populären Lexus ES.

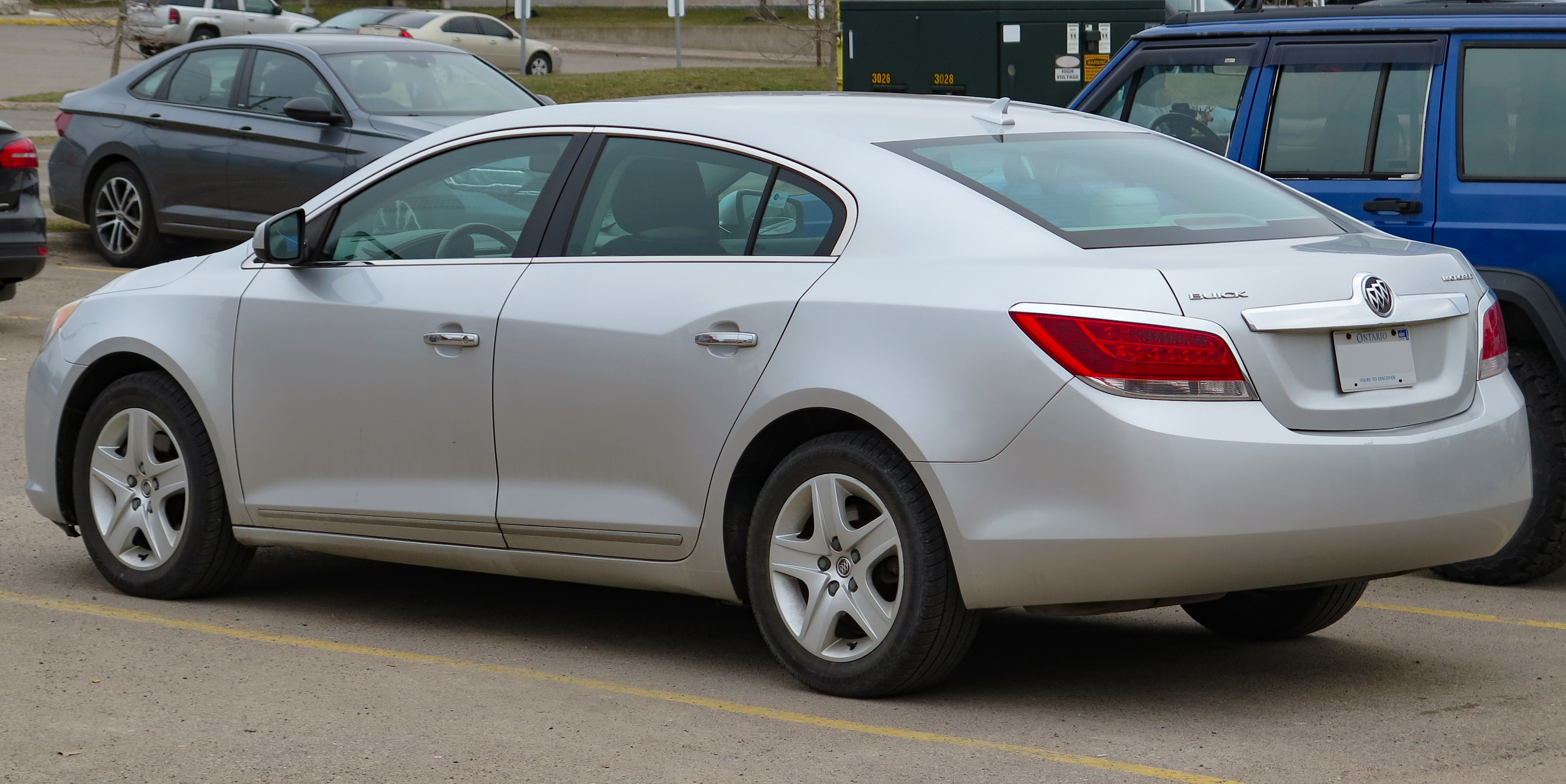
Heckansicht
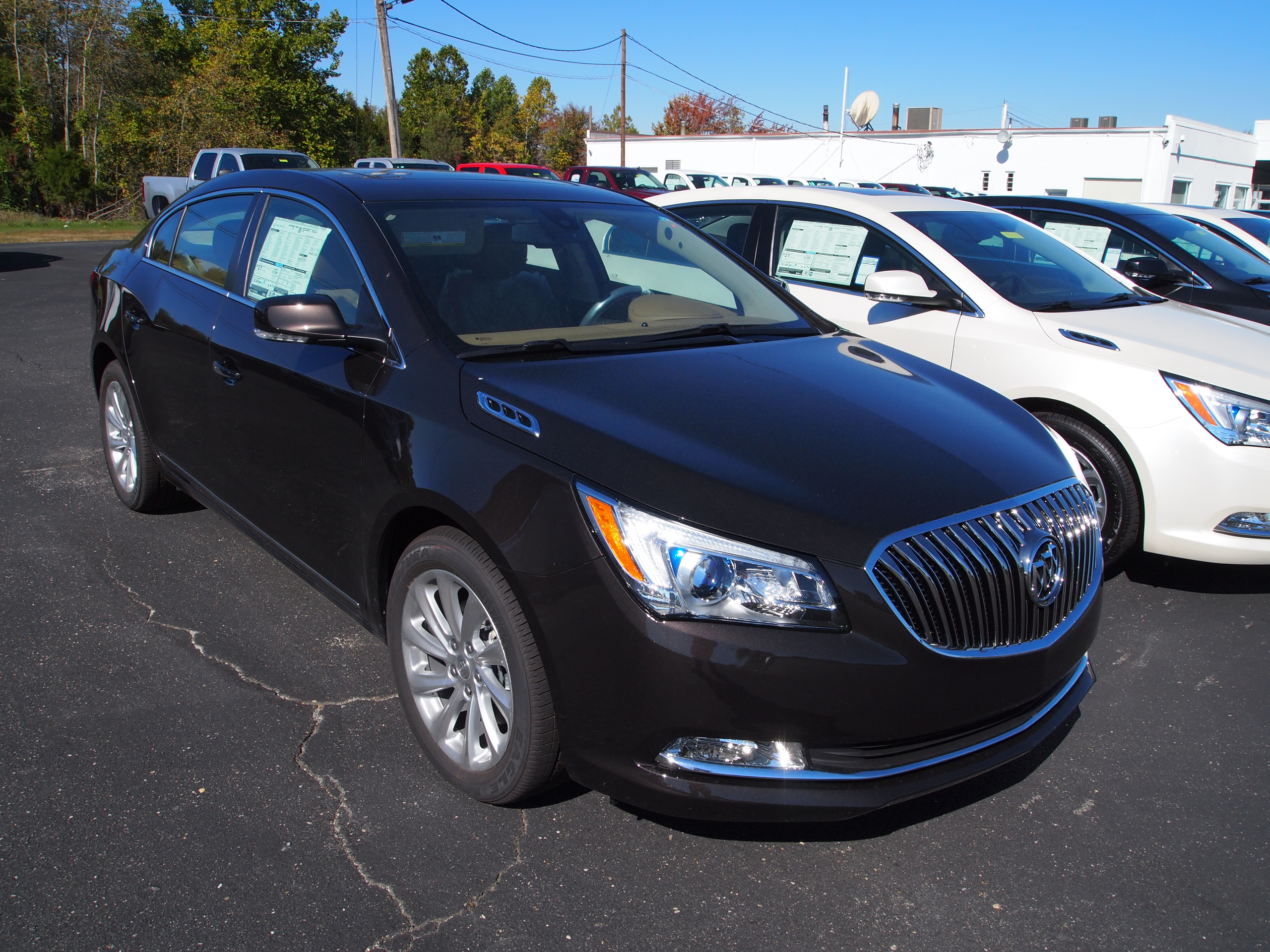
Buick LaCrosse (2014–2016)

Der LaCrosse der zweiten Generation wurde im Fairfax-Werk in Kansas City produziert und zu Preisen ab 26.245 US-$ angeboten (Stand April 2010).
Auf der New York International Auto Show 2013 wurde eine überarbeitete Version vorgestellt, die 2014 auf den Markt kam.

### Motoren
| Hubraum | Motorbauart | max. Leistung       | max. Drehmoment     | Antrieb          | Modelljahre |
| ------- | ----------- | ------------------- | ------------------- | ---------------- | ----------- |
| 2,4 l   | R4          | 136 kW bei 6700/min | 233 Nm bei 4900/min | Vorderradantrieb | 2011–2016   |
| 2,4 l   | R4          | 136 kW bei 6700/min | 233 Nm bei 4900/min | Allradantrieb    | 2011–2016   |
| 3,0 l   | V6          | 190 kW bei 6900/min | 294 Nm bei 5100/min | Vorderradantrieb | 2010        |
| 3,0 l   | V6          | 188 kW bei 6900/min | 292 Nm bei 5100/min | Allradantrieb    | 2010        |
| 3,6 l   | V6          | 209 kW bei 6300/min | 351 Nm bei 4800/min | Vorderradantrieb | 2010–2013   |
| 3,6 l   | V6          | 209 kW bei 6300/min | 351 Nm bei 4800/min | Allradantrieb    | 2011–2013   |
| 3,6 l   | V6          | 227 kW bei 6800/min | 358 Nm bei 5300/min | Vorderradantrieb | 2013–2016   |
| 3,6 l   | V6          | 227 kW bei 6800/min | 358 Nm bei 5300/min | Allradantrieb    | 2013–2016   |

### Auszeichnungen
- 2009: Top Safety Pick 2010[5]

## LaCrosse (2016–2023)
Die dritte Generation wurde auf der LA Auto Show im November 2015 der Öffentlichkeit präsentiert. Das Fahrzeug basiert auf der neuen GM-Plattform P2xx. Der neue Technikbaukasten verhilft der Limousine zu einer Gewichtseinsparung von rund 140 kg gegenüber dem Vorgängermodell. In China begann der Verkauf im April 2016, die USA folgte im Juli 2016.
Auf der Guangzhou Auto Show im November 2017 präsentierte Buick den LaCrosse in der Luxusausstattung Avenir.
Die Produktion des nordamerikanischen Modells endete im Februar 2019.
Für den chinesischen Markt wurde im März 2019 eine überarbeitete Version des LaCrosse vorgestellt.

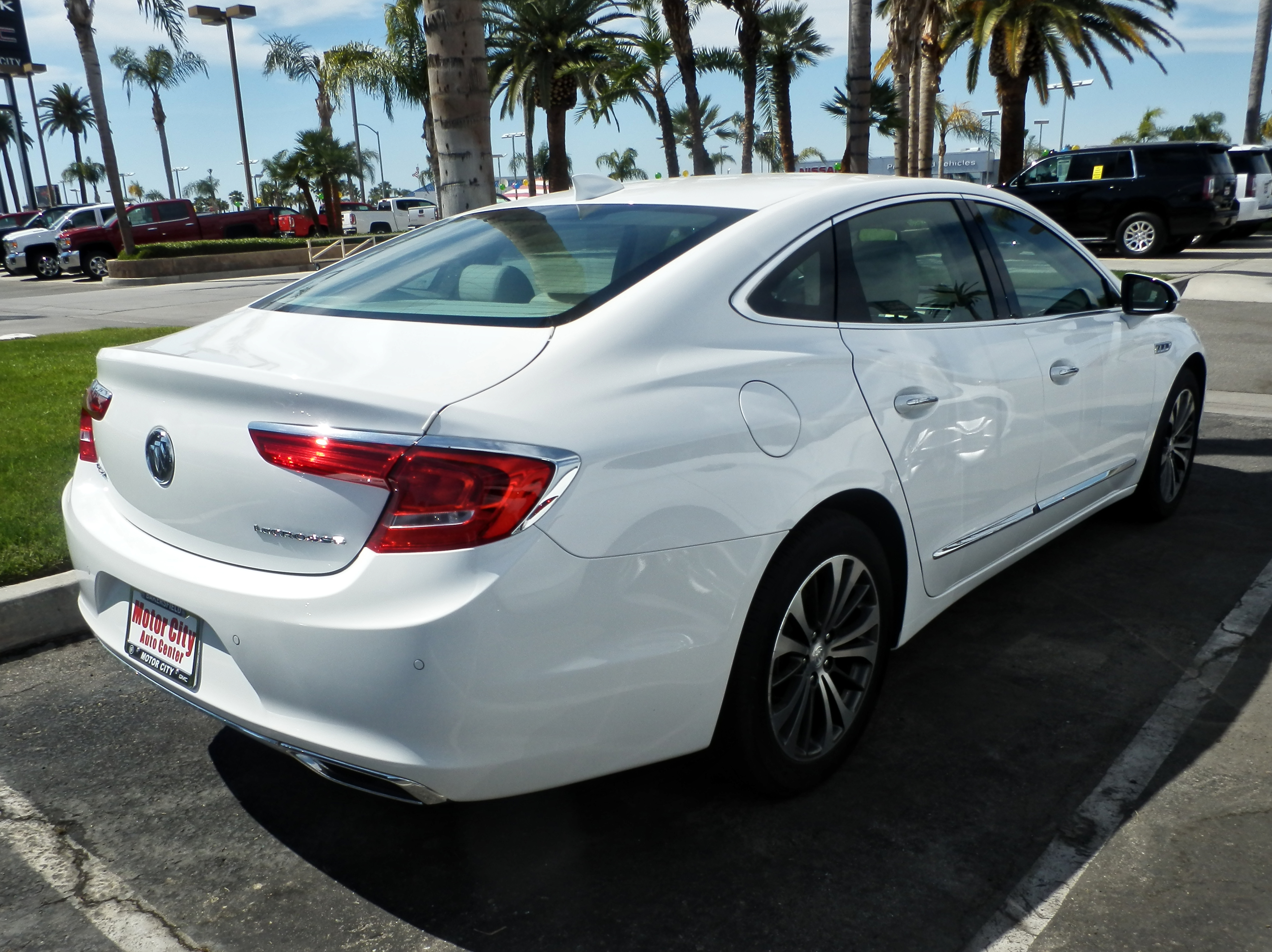
Heckansicht
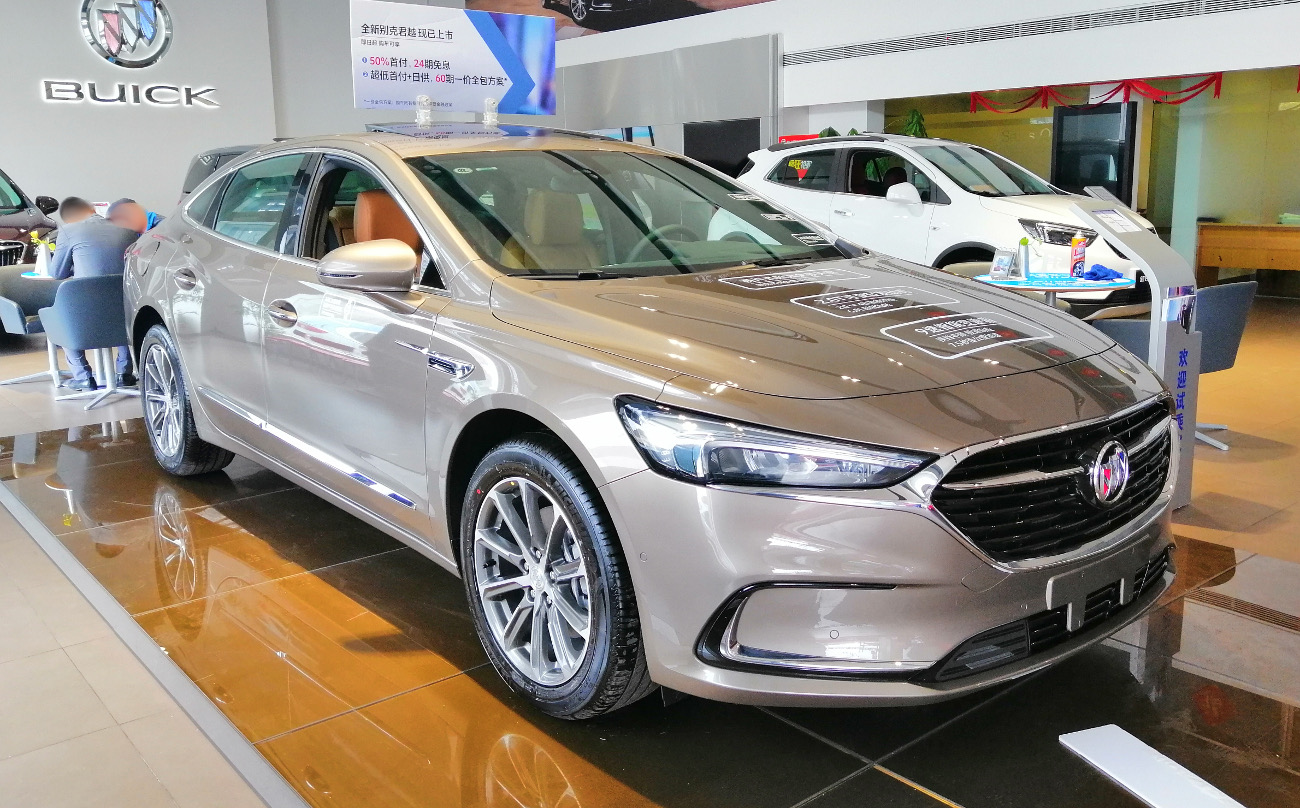
Buick LaCrosse (2019–2023)
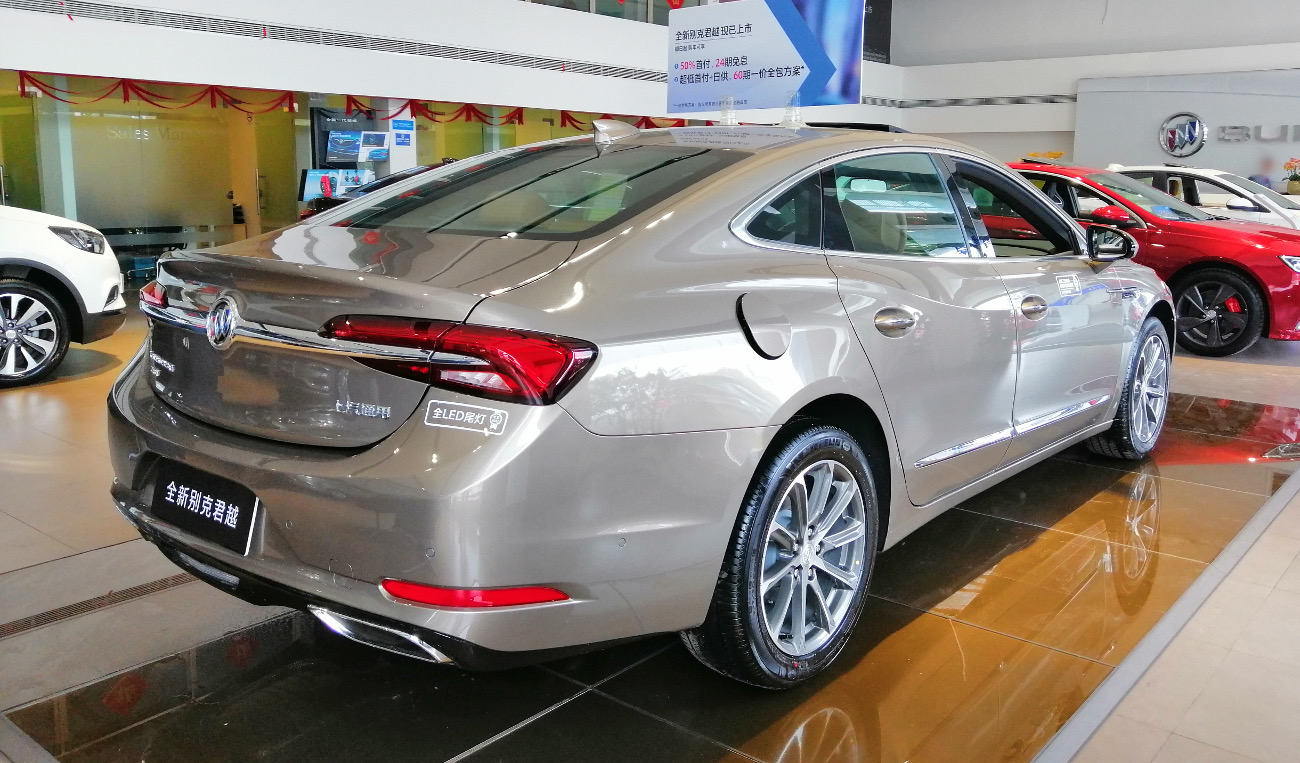
Heckansicht

### Technische Daten
|                                             | 552T                       | 1.5T SIDI                        | 2.5 eAssist                | 652T                       | 2.0T SIDI                  | 2.0T SIDI (1)                                             | 1.8 Hybrid                                  | 3.6 (2)                    |
| ------------------------------------------- | -------------------------- | -------------------------------- | -------------------------- | -------------------------- | -------------------------- | --------------------------------------------------------- | ------------------------------------------- | -------------------------- |
| Bauzeitraum                                 | 07/2020–05/2023            | 04/2016–03/2019                  | 2017–2019                  | 04/2020–05/2023            | 03/2019–04/2020            | 04/2016–03/2019                                           | 08/2016–03/2019                             | 2016–2019                  |
| Markt                                       | China                      | China                            | Nordamerika                | China                      | China                      | China                                                     | China                                       | Nordamerika                |
| Motorkenndaten                              |                            |                                  |                            |                            |                            |                                                           |                                             |                            |
| Motorart                                    | Ottomotor                  | Ottomotor                        | Ottomotor                  | Ottomotor                  | Ottomotor                  | Ottomotor                                                 | Ottomotor + 2 Elektromotor                  | Ottomotor                  |
| Motorbauart                                 | Vierzylinder-Motor         | Vierzylinder-Motor               | Vierzylinder-Motor         | Vierzylinder-Motor         | Vierzylinder-Motor         | Vierzylinder-Motor                                        | Vierzylinder-Motor + 2 Elektromotor         | V6-Motor                   |
| Hubraum                                     | 1490 cm³                   | 1490 cm³                         | ca. 2457 cm³               | 1998 cm³                   | 1998 cm³                   | 1998 cm³                                                  | 1796 cm³                                    | ca. 3564 cm³               |
| max. Leistung Verbrennungsmotor bei min−1   | 124 kW (169 PS) / 5600     | 125 kW (170 PS) / 5600           | 145 kW (197 PS) / 6300     | 174 kW (237 PS) / 5000     | 177 kW (241 PS) / 5000     | 192 kW (261 PS) / 5400                                    | 94 kW (128 PS) / 5000                       | 231 kW (314 PS) / 6800     |
| max. Leistung Elektromotoren bei min−1      | —                          | —                                | —                          | —                          | —                          | —                                                         | 60 kW (82 PS) / 4000 + 54 kW (73 PS) / 4000 | —                          |
| max. Systemleistung                         | —                          | —                                | —                          | —                          | —                          | —                                                         | 136 kW (185 PS)                             | —                          |
| max. Drehmoment Verbrennungsmotor bei min−1 | 250 Nm / 1700–4400         | 252 Nm / 2000–4000               | 254 Nm / 4400              | 350 Nm / 1500–4000         | 350 Nm / 1500–4000         | 350 Nm / 2000–5000                                        | 175 Nm / 4750                               | 363 Nm / 5200              |
| max. Drehmoment Elektromotoren bei min−1    | —                          | —                                | —                          | —                          | —                          | —                                                         | 275 Nm / 0–4000 + 140 / 0–4000              | —                          |
| max. Systemdrehmoment                       | —                          | —                                | —                          | —                          | —                          | —                                                         | 380 Nm                                      | —                          |
| Kraftübertragung                            |                            |                                  |                            |                            |                            |                                                           |                                             |                            |
| Antrieb, serienmäßig                        | Vorderradantrieb           | Vorderradantrieb                 | Vorderradantrieb           | Vorderradantrieb           | Vorderradantrieb           | Vorderradantrieb                                          | Vorderradantrieb                            | Vorderradantrieb           |
| Antrieb, optional                           | —                          | —                                | —                          | —                          | —                          | —                                                         | —                                           | Allradantrieb              |
| Getriebe, serienmäßig                       | 9-Stufen-Automatikgetriebe | 7-Stufen-Doppelkupplungsgetriebe | 6-Stufen-Automatikgetriebe | 9-Stufen-Automatikgetriebe | 9-Stufen-Automatikgetriebe | 6-Stufen-Automatikgetriebe 9-Stufen-Automatikgetriebe (3) | Stufenloses Getriebe                        | 9-Stufen-Automatikgetriebe |
| Messwerte                                   |                            |                                  |                            |                            |                            |                                                           |                                             |                            |
| Höchstgeschwindigkeit                       | 205 km/h                   | 205 km/h                         |                            | 235 km/h                   | 235 km/h                   | 235 km/h                                                  | 160 km/h                                    |                            |
| Beschleunigung, 0–100 km/h                  | 9,6 s                      | 10,0 s                           |                            | 7,2–7,5 s                  | 7,5 s                      | 7,3–7,4 s                                                 | 8,9 s                                       |                            |
| Kraftstoffverbrauch auf 100 km (kombiniert) | 6,5 l Super                | 6,2 l Super                      |                            | 6,9 l Super                | 6,9 l Super                | 7,5–7,6 l Super                                           | 4,7 l Super                                 |                            |
| Tankinhalt                                  | 55 l                       | 55 l                             | 60 l                       | 60 l                       | 60 l                       | 62 l                                                      | 49 l                                        | 60 l (61 l) (4)            |

## LaCrosse (seit 2023)
Die vierte Generation der Baureihe debütierte im Mai 2023. Sie wird ausschließlich in China für den dortigen Markt produziert. Technisch ist sie eine Weiterentwicklung des Vorgängermodells. Den Antrieb übernimmt entweder ein 1,5-Liter-Ottomotor mit 132 kW (180 PS) oder ein 2,0-Liter-Ottomotor mit 174 kW (237 PS), wobei letzterer ein 48-Volt-Bordnetz hat.

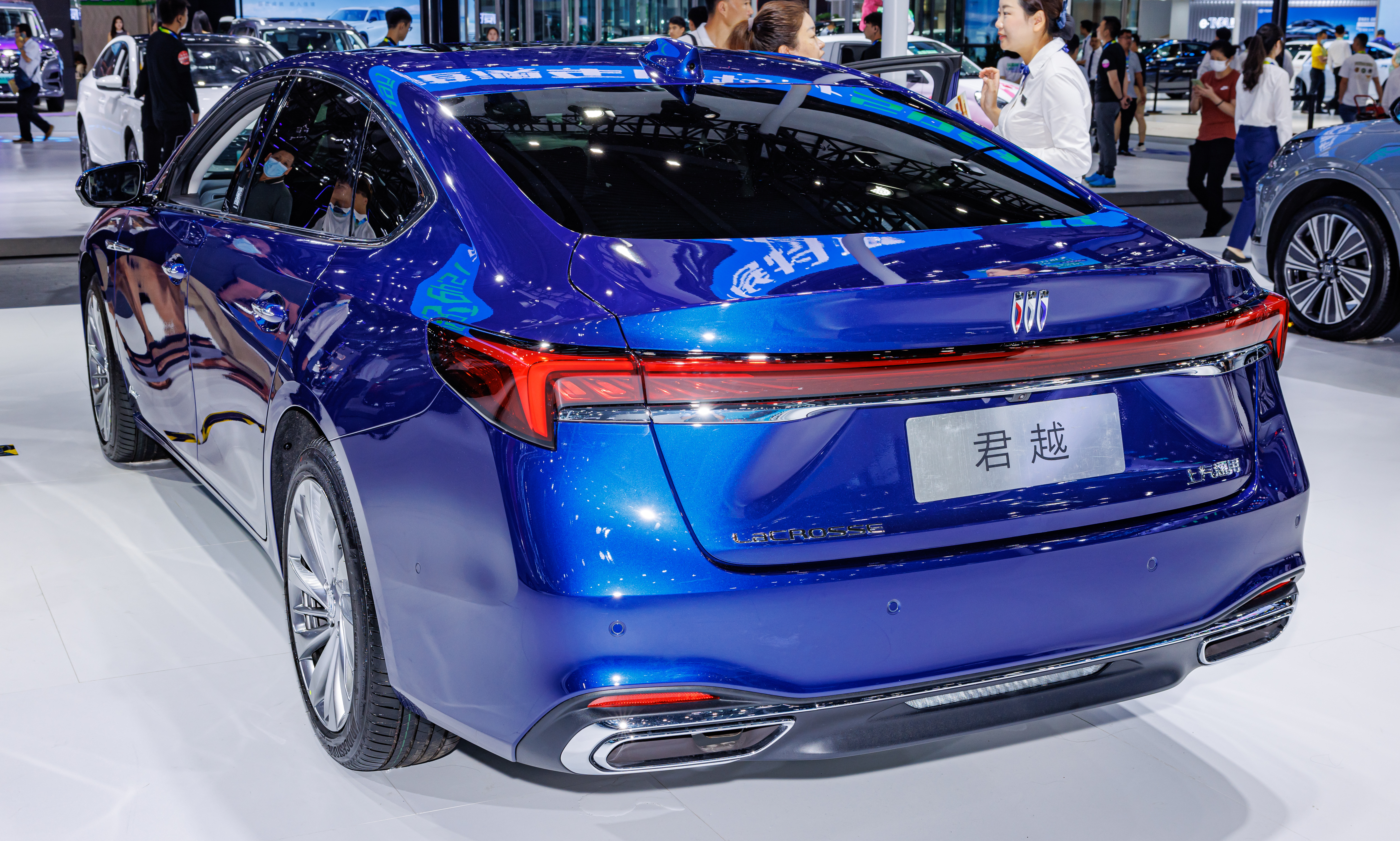
Heckansicht
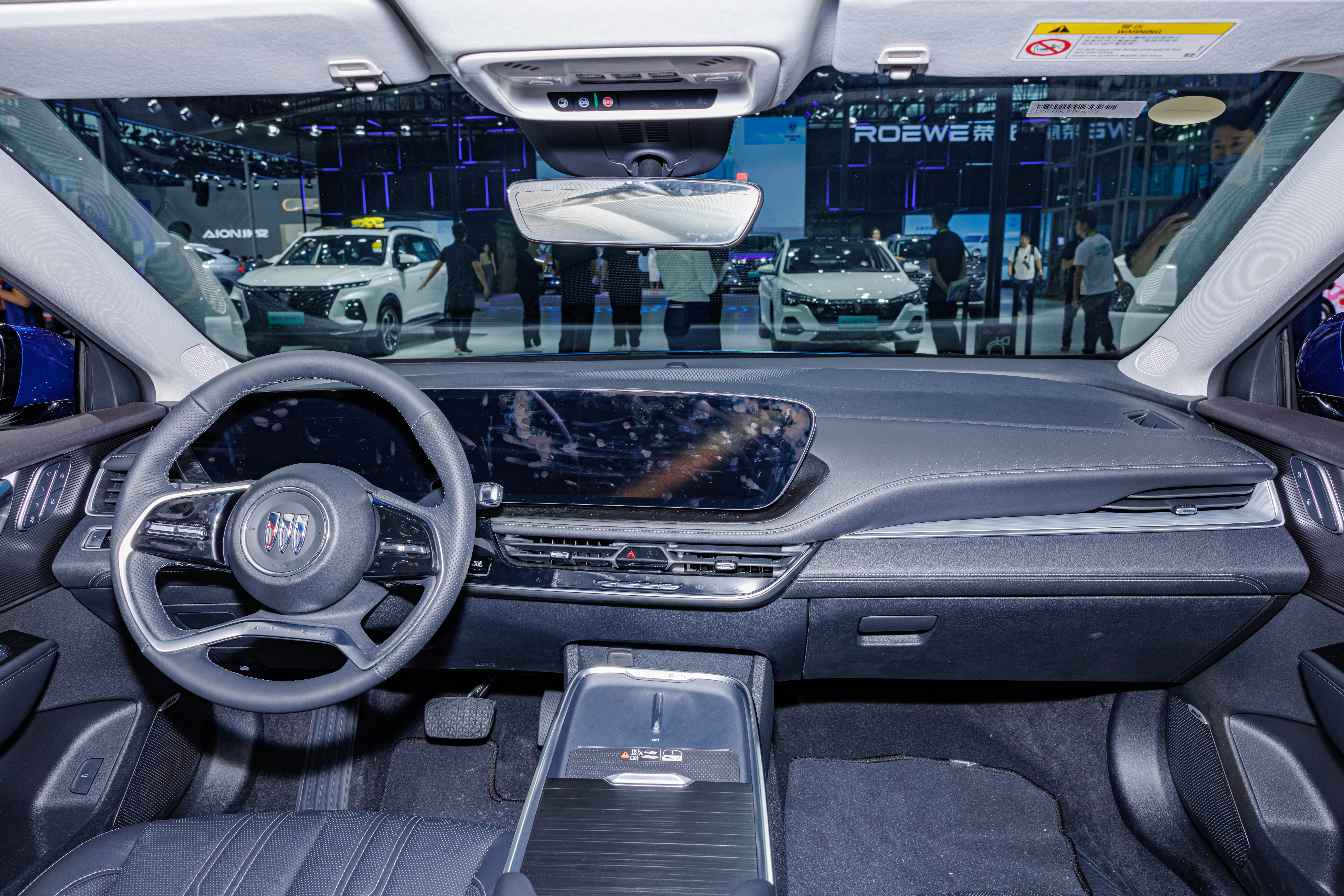
Innenansicht

### Technische Daten
|                                            | 25T                    | 28T 48V                    |
| ------------------------------------------ | ---------------------- | -------------------------- |
| Bauzeitraum                                | seit 05/2023           | seit 05/2023               |
| Motorkenndaten                             |                        |                            |
| Motorart                                   | Ottomotor              | Ottomotor                  |
| Motorbauart                                | Reihen-Vierzylinder    | Reihen-Vierzylinder        |
| Motoraufladung                             | Turbolader             | Turbolader                 |
| Hubraum                                    | 1498 cm³               | 1998 cm³                   |
| max. Leistung bei min−1                    | 132 kW (180 PS) / 5500 | 174 kW (237 PS) / 5000     |
| max. Drehmoment bei min−1                  | 250 Nm / 1500–4500     | 350 Nm / 1500–4000         |
| Kraftübertragung                           |                        |                            |
| Antrieb, serienmäßig                       | Vorderradantrieb       | Vorderradantrieb           |
| Antrieb, optional                          | —                      | —                          |
| Getriebe, serienmäßig                      | Stufenloses Getriebe   | 9-Stufen-Automatikgetriebe |
| Messwerte                                  |                        |                            |
| Höchstgeschwindigkeit                      | 205 km/h               | 230 km/h                   |
| Beschleunigung, 0–100 km/h                 | 9,1 s                  | 7,2 s                      |
| Kraftstoffverbrauch auf 100 km, kombiniert | 6,3 l Super            | 6,6–7,1 l Super            |
| Tankinhalt                                 | 60 l                   | 60 l                       |

- Werte in runden Klammern gelten für Fahrzeuge mit optionalem Antrieb.

## China

### LaCrosse

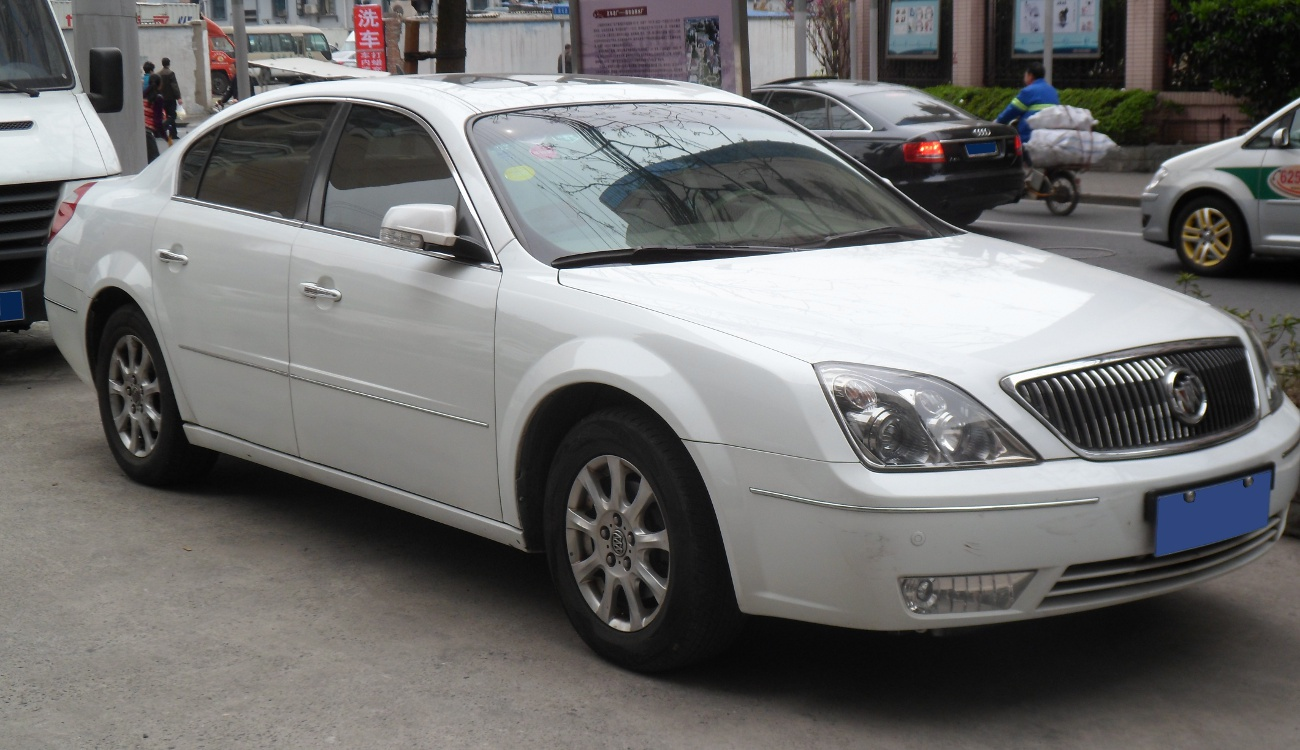
Buick LaCrosse (China)

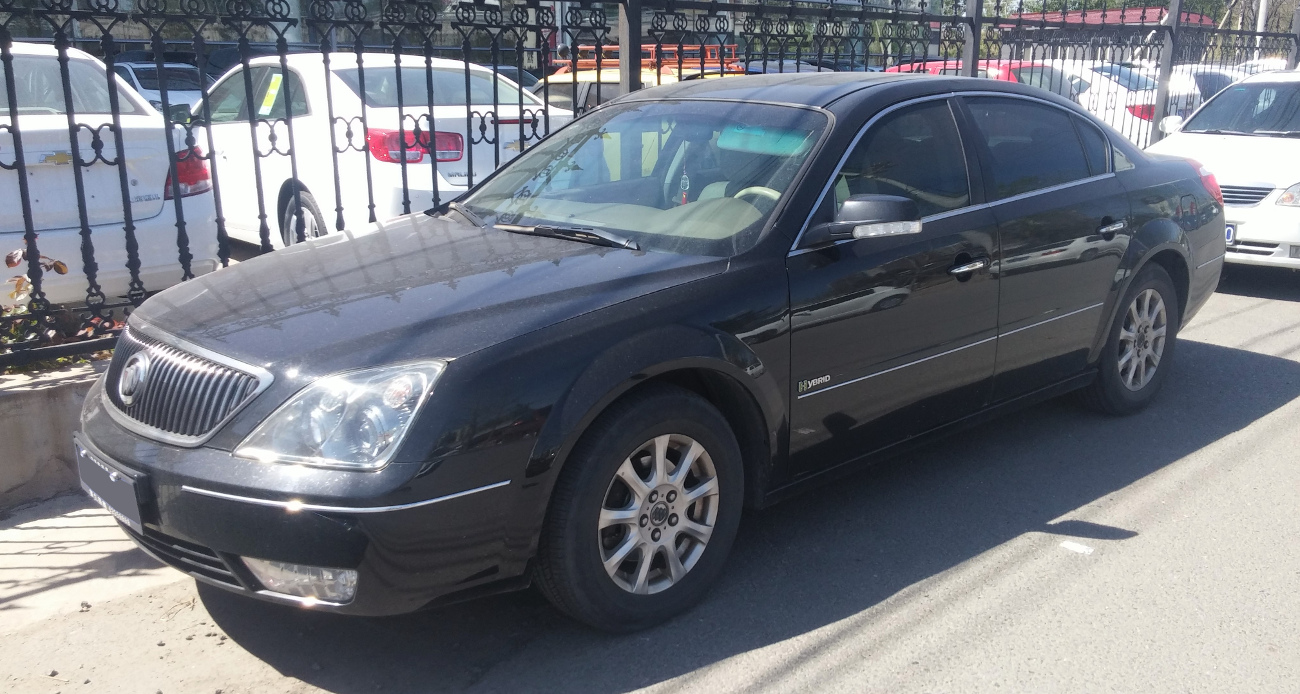
Buick LaCrosse Hybrid (China)

In China baute Shanghai-GM zwischen 2007 und 2016 einen eigenen LaCrosse, der zwar mit dem US-Modell der ersten Generation verwandt ist, aber über eine völlig eigenständige Karosserie und andere Motoren verfügt (2,4-Liter mit 125 kW/168 PS oder Dreiliter-V6 mit 131 kW/176 PS). Die Preise belaufen sich (Stand: Februar 2008) auf 217.000 bis 300.000 Yuan (etwa 21.000 bis 29.000 €). Mit Einführung der dritten LaCrosse-Generation wird diese auch in China angeboten.

### Roewe 950

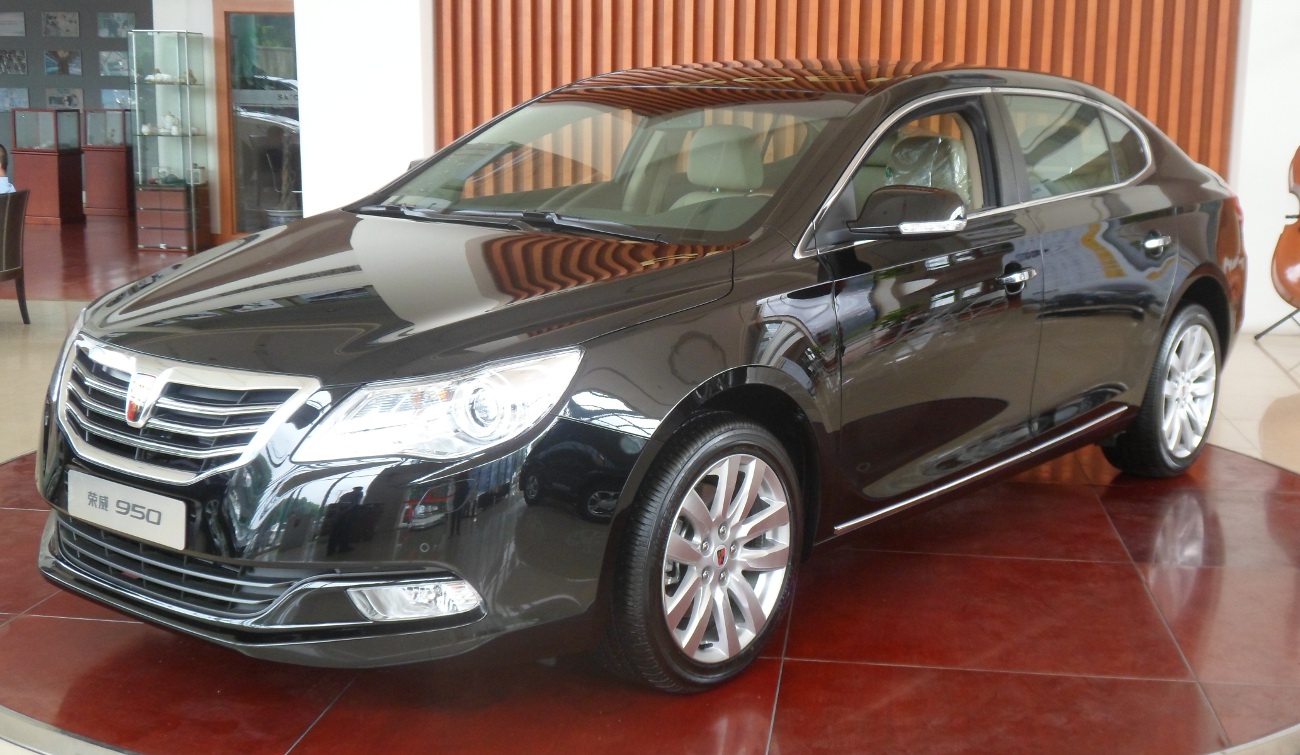
Roewe 950

Zwischen 2012 und 2019 produzierte Roewe unter dem Namen Roewe 950 eine Limousine, die weitgehend auf dem Buick LaCrosse basiert.